# Pavlova

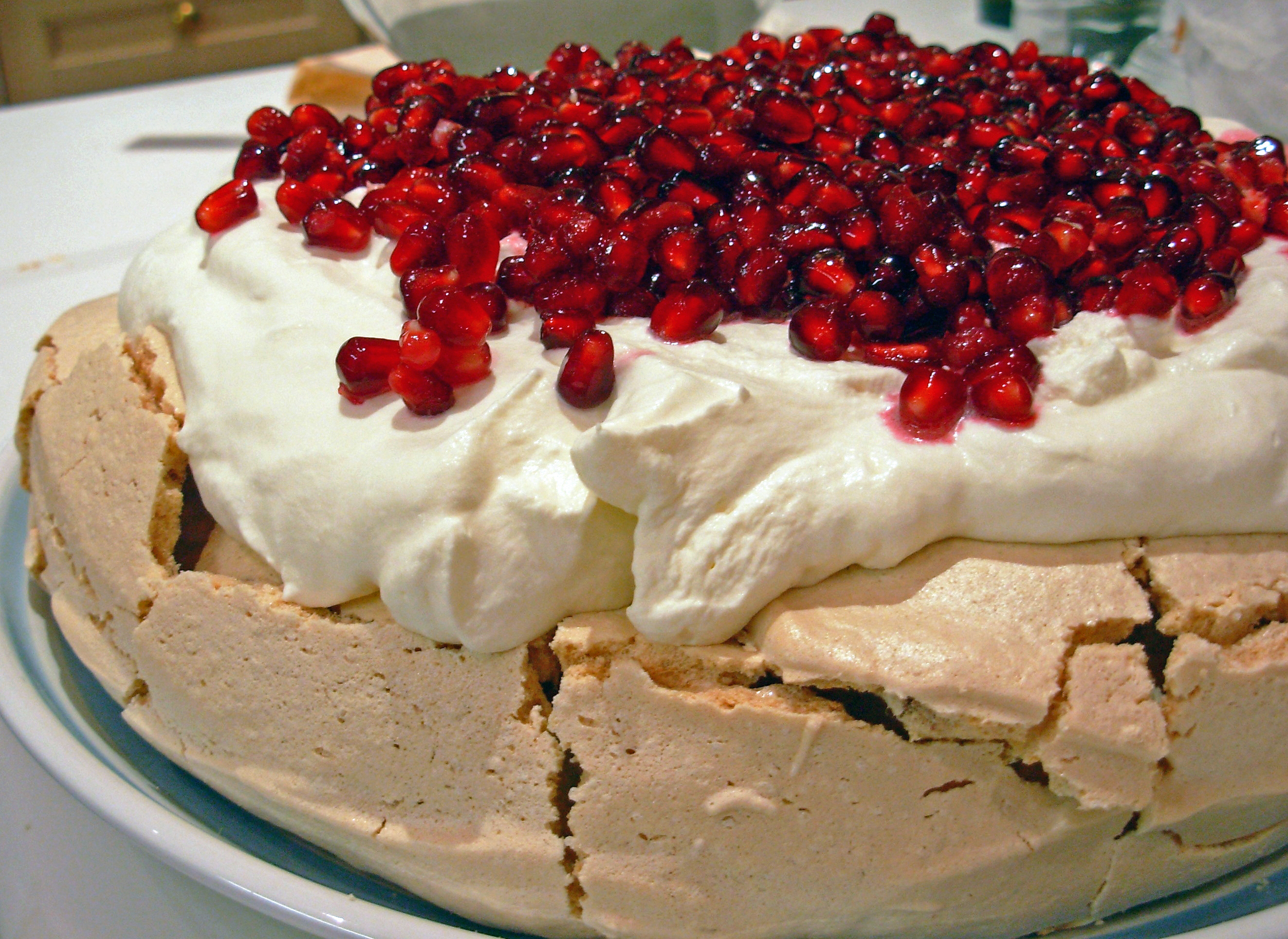
Pavlova para ceia de Natal decorada com grãos de romã

A pavlova é uma sobremesa em forma de bolo e à base de merengue, cujo nome é uma homenagem à bailarina russa Anna Pavlova. É crocante por fora e macio por dentro, sendo por vezes decorado com frutos em cima.
A sobremesa foi inventada depois de uma viagem de Pavlova à Austrália e Nova Zelândia e estes reivindicam a invenção da iguaria, o que é fonte de conflito de opiniões entre os dois países.
É uma sobremesa muito popular e tem uma grande importância na gastronomia dos dois países da Oceânia, sendo muitas vezes servido em festas tradicionais como o Natal. A pavlova sobressai entre os doces tradicionais por ser uma opção que busca equilibrar os sabores, não sendo nem doce demais, nem insossa demais.

## História
Há fontes que informam que essa receita é de origem neozelandesa, outras dizem ser originária da Austrália.

### Nova Zelândia
Todavia, a pavlova, bem como o biscoito ANZAC, foram registrados pela primeira vez num livro sobre cozinha da Nova Zelândia. Helen Leach, uma antropóloga especializada da Universidade de Otago (mais antiga da Nova Zelândia), encontrou uma receita do doce num livro de 1933, o "Livro de Receitas da União de Mães de Rangiora". Também foi encontrada numa receita de uma revista rural neozelandesa de 1929. Alan Davidson declara ter encontrado esse bolo na Nova Zelândia em 1935.
Keith Money, biógrafo de Anna Pavlova, escreveu que um chef de hotel de Wellington criou o prato quando a bailarina ali se hospedou durante a sua turnê mundial em 1926.
Em 2007 a Companhia de Seguros NZI (New Zealand Insurance) difundiu uma publicidade na televisão utilizando com humor ícones neozelandeses que seriam reivindicados pela Austrália, tais como a pavlova, o cavalo de corrida Phar Lap, a NZI e a filial da empresa australiana Insurance Australia Group.

### Austrália
Por outro lado, os Australianos reivindicam a pavlova como um invenção de Bert Sachse no l'Esplanade Hotel de Perth em 3 de outubro de 1935. O nome pavlova teria sido dado por Harry Nairn, no mesmo hotel. Os descendentes de Sachse afirmam que ele pode ter inventado a sobremesa antes disso, pois Anna Pavlova esteve na Austrália em 1926 e em 1929.

## Preparação
A pavlova é feita batendo-se claras de ovos com sal antes de se adicionar açúcar, vinagre branco, maizena, baunilha, para fazer um merengue. Isso produz o exterior crocante e um miolo macio da pavlova. É tradicionalmente decorada com creme fouettée (batido) e frutas açucaradas e/ou ácidas: morango e kiwi, ou maracujá e banana, ou frutas vermelhas e pêssego. Podem-se encontrar pavlovas também já prontas em supermercados, bem como uma mistura em pó à qual adiciona-se água e açúcar para formar a base do merengue.

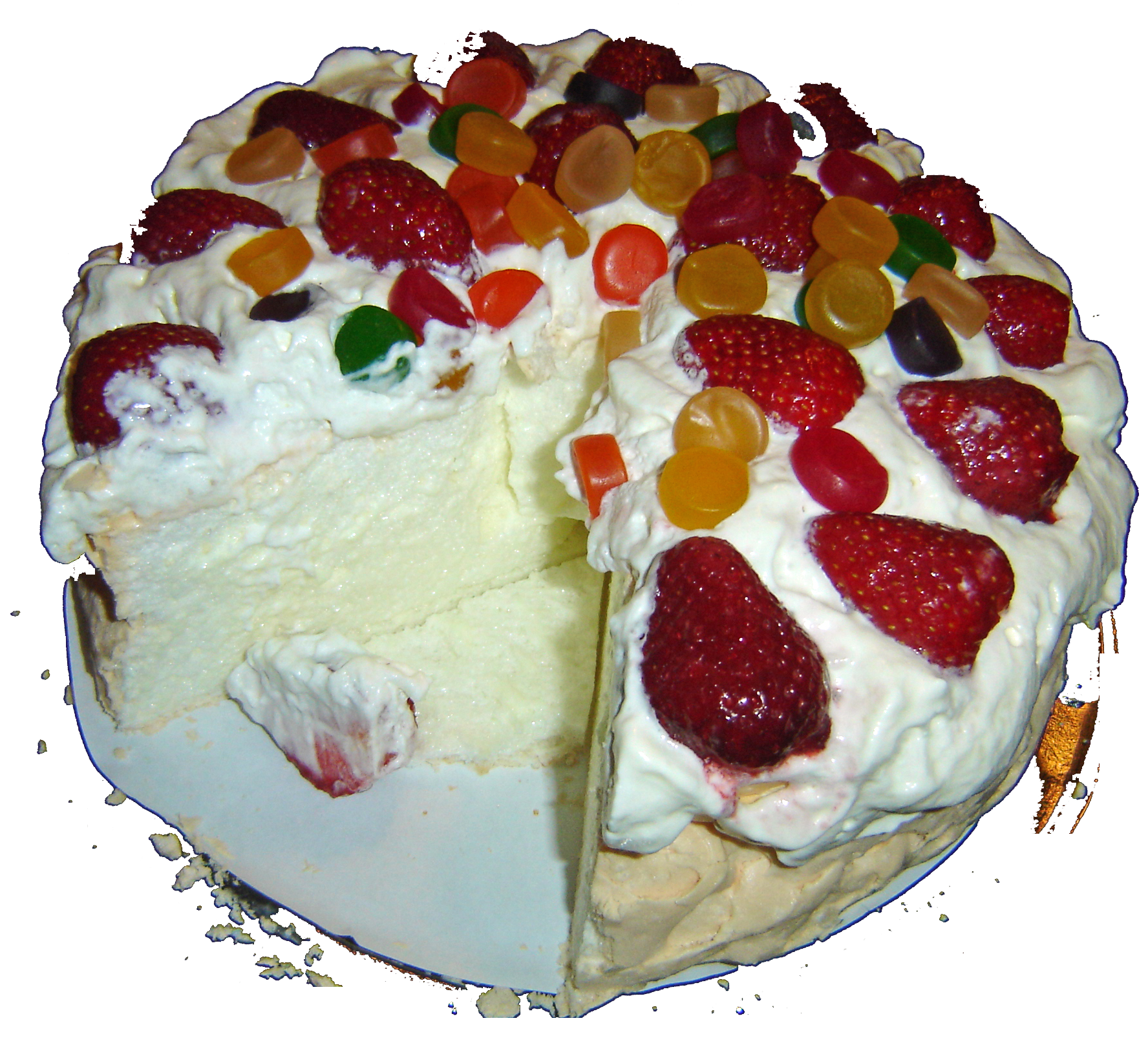
Pavlova de supermercado decorada com morangos, passas e creme fouettée